# Джо-Дейвісс (округ, Іллінойс)
Шаблон:StateAbbr_ 42°22′ пн. ш. 90°13′ зх. д. / 42.36° пн. ш. 90.21° зх. д.
Округ  Джо-Дейвісс (англ. Jo Daviess County) — округ (графство) у штаті  Іллінойс, США. Ідентифікатор округу 17085.

## Історія
Округ утворений 1827 року.

## Демографія
За даними перепису 
2000 року 
загальне населення округу становило 22289 осіб, зокрема міського населення було 6381, а сільського — 15908.
Серед мешканців округу чоловіків було 11175, а жінок — 11114. В окрузі було 9218 домогосподарств, 6287 родин, які мешкали в 12003 будинках.
Середній розмір родини становив 2,92.
Віковий розподіл населення поданий у таблиці:
| Стать    | До 15 років | 15-21 | 22-29 | 30-39 | 40-49 | 50-65 | 65-85 | Понад 85 |
| -------- | ----------- | ----- | ----- | ----- | ----- | ----- | ----- | -------- |
| Чоловіки | 2205        | 1020  | 893   | 1438  | 1697  | 2124  | 1649  | 149      |
| Жінки    | 1965        | 872   | 831   | 1373  | 1681  | 2192  | 1891  | 309      |

## Суміжні округи
- Лафаєтт, Вісконсин — північ
- Стівенсон — схід
- Керролл — південний схід
- Джексон, Айова — південний захід
- Дюб'юк, Айова — захід
- Грант, Вісконсин — північний захід

## Виноски
1. ↑  U.S. Decennial Census. United States Census Bureau. Архів оригіналу за 26 квітня 2015. Процитовано 6 липня 2014.
2. ↑  Historical Census Browser. University of Virginia Library. Архів оригіналу за 11 серпня 2012. Процитовано 6 липня 2014.
3. ↑  Population of Counties by Decennial Census: 1900 to 1990. United States Census Bureau. Архів оригіналу за 24 квітня 2014. Процитовано 6 липня 2014.
4. ↑  Census 2000 PHC-T-4. Ranking Tables for Counties: 1990 and 2000 (PDF). United States Census Bureau. Архів оригіналу (PDF) за 18 грудня 2014. Процитовано 6 липня 2014.
5. ↑  State & County QuickFacts. United States Census Bureau. Архів оригіналу за 6 серпня 2011. Процитовано 6 липня 2014.(англ.) Наведено за англійською вікіпедією.
6. ↑  American FactFinder. Бюро перепису населення США. Архів оригіналу за 21 травня 2008. Процитовано 31 січня 2008.

| США | Це незавершена стаття з географії США. Ви можете допомогти проєкту, виправивши або дописавши її. |